# Valto Olenius
Valto Olenius (Finlandia, 12 de diciembre de 1920-13 de julio de 1983) fue un atleta finlandés especializado en la prueba de salto con pértiga, en la que consiguió ser subcampeón europeo en 1950.

## Carrera deportiva
En el Campeonato Europeo de Atletismo de 1950 ganó la medalla de plata en el salto con pértiga, con un salto por encima de 4.25 metros, siendo superado por el sueco Ragnar Lundberg (oro con 4.30 m que fue récord de los campeonatos) y por delante de su paisano finlandés Juho Piironen (bronce también con 4.25 m pero en más intentos).